# Circuit de Lorraine
Der Circuit de Lorraine (dt. Lothringen-Rundkurs, auch Circuit des Mines) war ein französisches Straßenradrennen.
Das Rennen wurde 1956 zum ersten Mal ausgetragen und fand seitdem jährlich im Mai statt. Austragungsort ist die französische Region Lothringen.
Seit 2005 zählte das Etappenrennen zur UCI Europe Tour und war in die Kategorie 2.1 eingestuft. Bisher konnte noch kein Fahrer das Rennen zweimal für sich entscheiden.
Für 2013 wurde das Rennen aus finanziellen Gründen abgesagt und anschließend nicht mehr ausgetragen.

## Sieger
- 2012  Nacer Bouhanni
- 2011  Anthony Roux
- 2010  Fabio Felline
- 2009  Matteo Carrara
- 2008  Steve Chainel
- 2007  Jörg Jaksche
- 2006  Mauricio Soler
- 2005  Andris Naudužs
- 2004  Joost Posthuma
- 2003  Guillaume Auger
- 2002  Giampaolo Cheula
- 2001  Chris Newton
- 2000  Nicki Sørensen
- 1999  Artūras Kasputis
- 1998  Alexander Winokurow
- 1997  Eddy Seigneur
- 1996  Stefano Dante
- 1995  Grégoire Balland
- 1994  Christophe Mengin
- 1993  Jean-Christophe Currit
- 1992  Diego Ferrari
- 1991  Nikolai Galitschin
- 1990  Régis Simon
- 1989  Bruno Huger
- 1988  Pascal Lance
- 1987  Gilles Figue
- 1986  Paul Curran
- 1985  Pascal Lance
- 1984  Teun van Vliet
- 1983  Zbigniew Krasnik
- 1982  Jean-Paul Hosotte
- 1981  Régis Simon
- 1980  Frédéric Vichot
- 1979  Antony Doyle
- 1978  Gérard Mak
- 1977  Johan van der Meer
- 1972–1976 keine Austragung
- 1971  Mathijs de Koning
- 1970  Andrejz Kaczmarek
- 1969  Joop Zoetemelk
- 1968  Fedor den Hertog
- 1967  Joseph Paré
- 1966  Jan van der Horst
- 1965  Maurice Izier
- 1964  Jean-Pierre Magnien
- 1963  Elio Gerussi
- 1962  Ugo Anzile
- 1961  Robert Duveau
- 1960  Marcel Hocquaux
- 1959  Noël Chavy
- 1958  René Osterdag
- 1957  Henri Wasilewski
- 1956  Pierre Lambollez